# Președinte al Ligii Comuniștilor din Iugoslavia

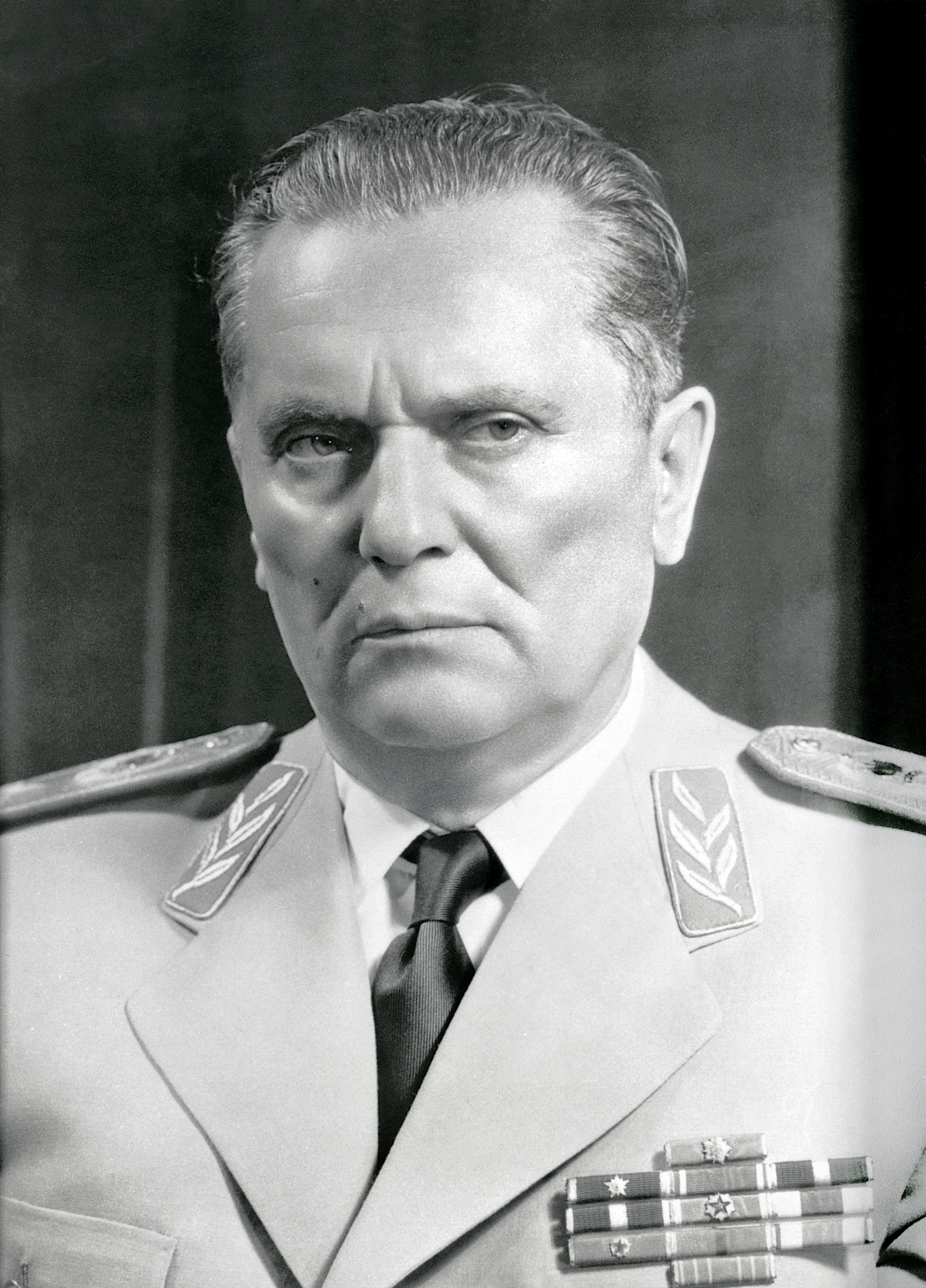
Iosip Broz Tito a fost cel mai longeviv lider al Ligii Comuniștilor din Iugoslavia

Funcția de lider al Ligii Comuniștilor din Iugoslavia a fost înființată pe 23 aprilie 1919 sub denumirea de „secretar politic al Comitetului Central”. Cu toate acestea, în realitate, puterea de la vremea respectivă era împărțită într-o conducere colectivă cu „secretarul organizațional al Comitetului Central”. Odată cu schimbarea denumirii de secretar politic în „secretar general al Comitetului Central” în noiembrie 1936, funcția a căpătat o împuternicire mai mare. Titulatura a fost păstrată până a fost abolită la 4 octombrie 1966, când a fost înlocuită cu „președinte al Comitetului Central”. Funcția a existat până la 4 mai 1980, când Tito a murit și înlocuită cu cea de „președinte al Președinției Comitetului Central”. O parte din ramurile Ligii Comuniștilor din Iugoslavia au plecat din cadrul acesteia iar membrii rămași ai Comitetului Central în timpul celui de-al XIII-lea Congres au înființat funcția de „coordonator al Președinției Comitetului Central” la 23 mai 1990. Trei zile ulterior, s-au reunit la cel de-al XIV-lea Congres din 26 mai și au ales o conducere provizorie cu funcția de lider schimbată în „președinte al Comitetului pentru Pregătirea Congresului de Reînnoire Democratică și Programatică a Comitetului Central”. Deținătorul funcției a fost în marea existenței sale liderul de facto al Republicii Socialiste Federative Iugoslavia.